# Réalités
Réalités (1946 - 1979) fue una revista mensual francesa creada tras la Segunda Guerra Mundial y desaparecida en 1979 al fusionarse con la revista Spectacle du monde. Su estructura combinaba artículos sobre política y economía con reportajes culturales y turísticos.
Fue fundada en febrero de 1946 por Jean-Philippe Charbonnier. Tuvo como redactor jefe a Alfred Max bajo la dirección artística de Albert Gilou. Esta revista ilustrada ejerció influencia entre 1950 y 1970, perteneciendo a un modelo periodístico de comunicación que ha sido sustituido por la televisión. 
Algunos fotógrafos que trabajaron en ella fueron Édouard Boubat, Jean-Philippe Charbonnier, Jean-Louis Swiners y Gilles Ehrmann.